# Barre oblique inversée
La barre oblique inversée, tracée « \ », parfois appelée contre-oblique et connue également sous les appellations backslash ou antislash, est un symbole typographique.

## En héraldique

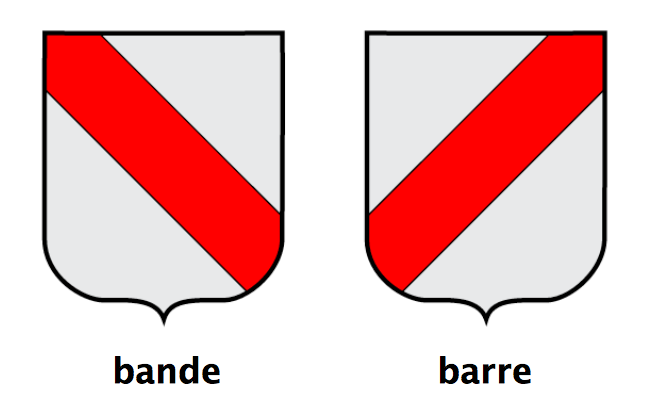
Barre et bande en héraldique.

En héraldique, la bande est une bande oblique partant du coin supérieur gauche vers le coin inférieur droit, par opposition à la barre.

## En mathématiques
Le symbole \ est parfois utilisé en lieu et place du symbole ∖ (U+2216) qui signifie « privé de ».
Ainsi, la fonction f qui à x associe 1/x a pour domaine de définition l'ensemble des réels moins 0 : {\displaystyle \mathbb {R} ^{*}}, {\displaystyle \mathbb {R} -\{0\}} ou encore {\displaystyle \mathbb {R} \setminus \{0\}}.

## En informatique
La barre oblique inversée est totalement inutilisée en DOS mais fut pourtant le caractère choisi par Microsoft pour indiquer les séparateurs de répertoires dans le DOS 2, qui admettait les hiérarchies de répertoires. En effet, lors de l'intégration du concept de répertoires directement pris à Unix, DOS étant très fortement inspiré de CP/M (d'où l'utilisation de lettres pour désigner les différents périphériques de stockage, par exemple A: pour le premier lecteur de disquette), la barre oblique était déjà utilisée par convention pour indiquer un paramètre sur la ligne de commande (par exemple, DIR /W pour afficher le contenu du répertoire en affichage "large") ; Unix utilise le tiret - ou le double-tiret --.
C'est pour des raisons de compatibilité ascendante que Windows (basé sur DOS jusqu'à Windows NT/2000/XP) a continué à utiliser la barre oblique inverse ("bande") au lieu de la barre oblique adoptée partout ailleurs (avec Mac OS X) basé sur Unix, Apple a remplacé le signe deux-points ":" séparateur des noms de répertoire sous MacOS Classic par la barre oblique).
Elle est placée à l'époque en Alt-Ctrl sur la disposition AZERTY.
Sur la plupart des systèmes d'exploitation, les adresses sur des périphériques de données s'écrivent avec la barre oblique. Pour Microsoft Windows, c'est la barre oblique inversée (exemple : C:\Mes Documents\Mes Images) alors que dans les systèmes UNIX, ainsi que pour les adresses réseau et internet (URL), les adresses de fichier s'écrivent avec la barre oblique normale (exemple dans votre barre d'adresse).
Pour un shell UNIX, la barre oblique inversée est un caractère d'échappement, permettant d'utiliser des caractères ayant par ailleurs une signification particulière pour le shell. (exemple : /mnt/hda1/Mes\ Documents/Mes\ Images/toi\&moi.png, où l'on a échappé les espaces et l'esperluette. Pour utiliser une barre oblique inversée, il faut la doubler : \\).
Pour le cas particulier du shell bash, voir Caractère d'échappement anti-slash.
En C et quelques autres langages de programmation, le caractère backslash est utilisé pour représenter des caractères : en hexadécimal (\x20 représente une espace), avec une lettre (\t représente une tabulation), ou en octal (\176 est un tilde).
En TeX, le backslash précède les noms de fonctions : \bye.

## Saisie
Sous Windows et Linux, la barre verticale est disponible avec la combinaison Alt Gr + 8 (ou Ctrl + Alt + 8) sur la disposition de clavier azerty français.
En LaTeX, la commande \textbackslash permet de l'obtenir, ce caractère servant d'introduire toutes les fonctions. La commande \\ permet par ailleurs un retour à la ligne.